# David Benoit
Pour le musicien de jazz, voir David Benoit (musicien).
David Benoit, né le 9 mai 1968 à Lafayette en Louisiane, est un ancien joueur américain de basket-ball évoluant au poste d'ailier. Il disputa sept saisons en National Basketball Association (NBA) dont six avec le Jazz de l'Utah.
Benoit joua à Tyler Junior College en NCAA de 1986 à 1988, avant d'être transféré à l'université d'Alabama de 1988 à 1990. Il n'a jamais été drafté par une équipe NBA, commençant sa carrière professionnelle en Espagne. Il quitta les États-Unis pour le Maccabi Tel-Aviv en Israël à cause du lockout en 1998. Il retourna au Jazz deux années après.
Benoit joua également sous les couleurs du Magic d'Orlando et des Nets du New Jersey lors de la saison 1997-1998. Sa saison la plus productive eut lieu avec le Jazz de l'Utah en 1994-1995, inscrivant 10,4 points par match.